# Micromesus nannoniscoides
Micromesus nannoniscoides is een pissebed uit de familie Nannoniscidae. De wetenschappelijke naam van de soort is voor het eerst geldig gepubliceerd in 1963 door Birstein.